# Croton lachnostachyus
Espèce
Croton lachnostachyus est une espèce de plantes à fleurs du genre Croton et de la famille Euphorbiaceae présente au nord-est de l'Argentine.
Il a pour synonyme :
- Oxydectes lachnostachya, (Baill.) Kuntze